# Foire brayonne
 (septembre 2023).

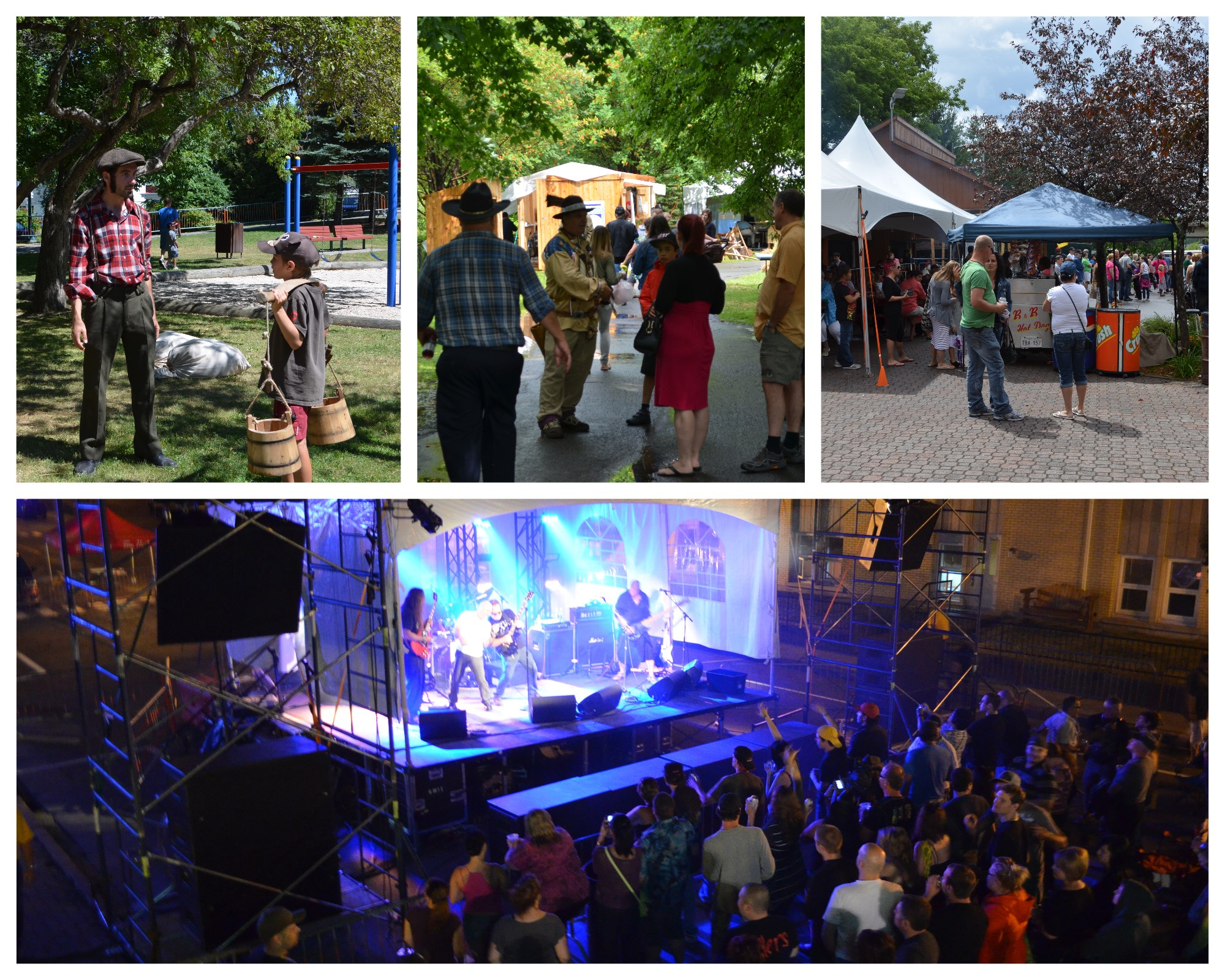
Foire brayonne

La Foire brayonne est un festival culturel qui a lieu chaque été, à Edmundston, au Nouveau-Brunswick depuis 1978. La Foire brayonne met en valeur la culture brayonne et est considérée comme un des grands festivals francophone au Canada atlantique. La 41e édition de la Foire Brayonne a eu lieu du 2 au 5 août 2019.

## Histoire
La première édition du festival a eu lieu en 1979, et jusqu'en 1985, la durée des festivités était de 10 jours. Aujourd'hui, le festival est toujours très présent dans la région avec plein d'activités pour tous les âges. Il est toujours tenu la semaine avant le congé civique du Nouveau-Brunswick, le premier lundi du mois d'août.

## Origine du nom
Le nom de "Foire Brayonne" vient du mot "Brayons", qui est le nom donné aux résidents d'Edmundston et de la zone entourant le comté de Madawaska. Il y a eu de nombreux différends sur les raisons pour lesquelles ce nom a été choisi, mais surtout qu'il se réfère aux ancêtres dont le patrimoine culturel remonte à la récolte de roseaux dans la vallée du fleuve Saint-Jean. On appelait "braye" les roseaux qui servaient à tisser des paniers et faire des balais. Le terme "brayon" signifiait cueilleur de braye.

## Plats régionaux

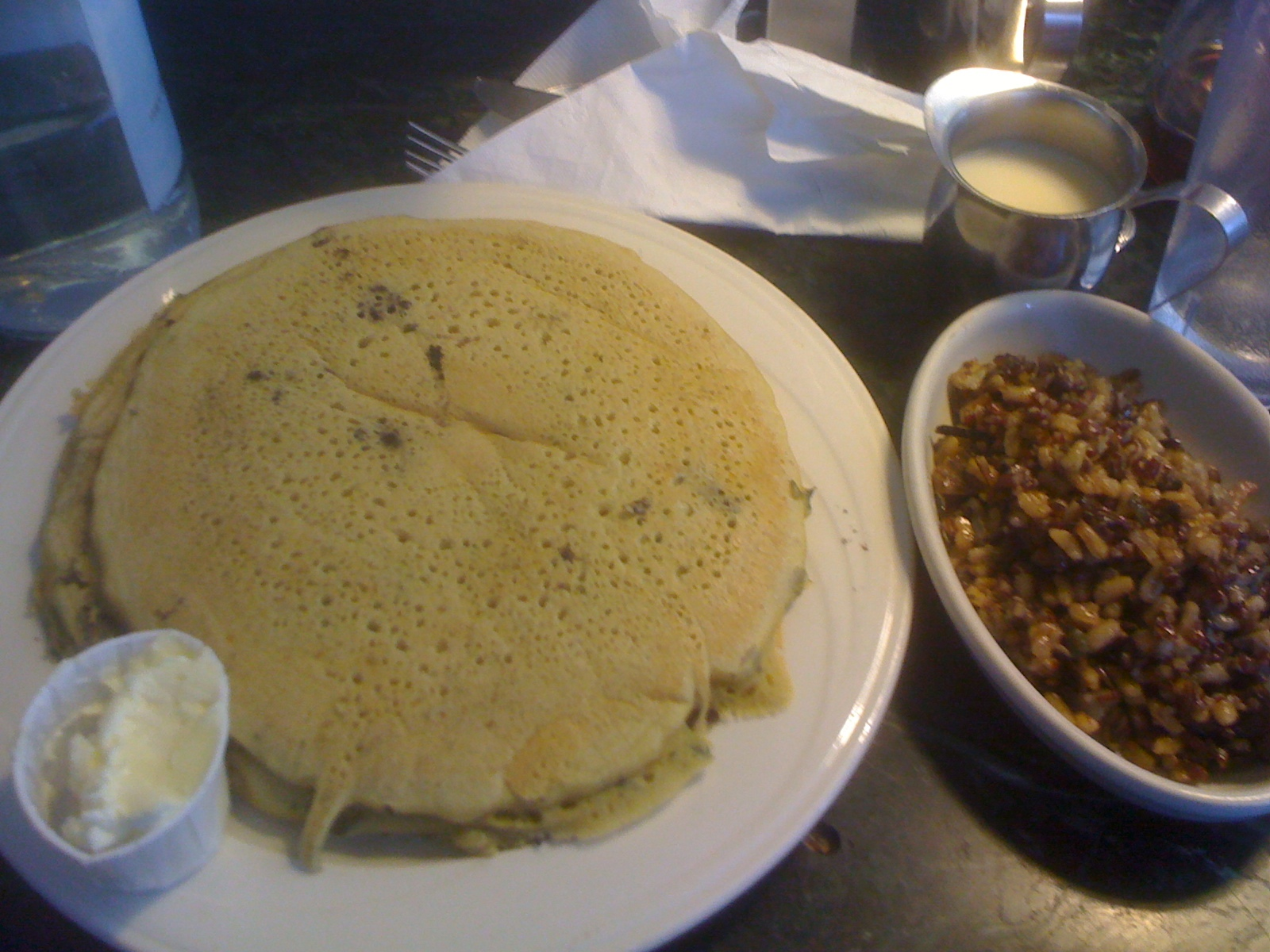
Ploye

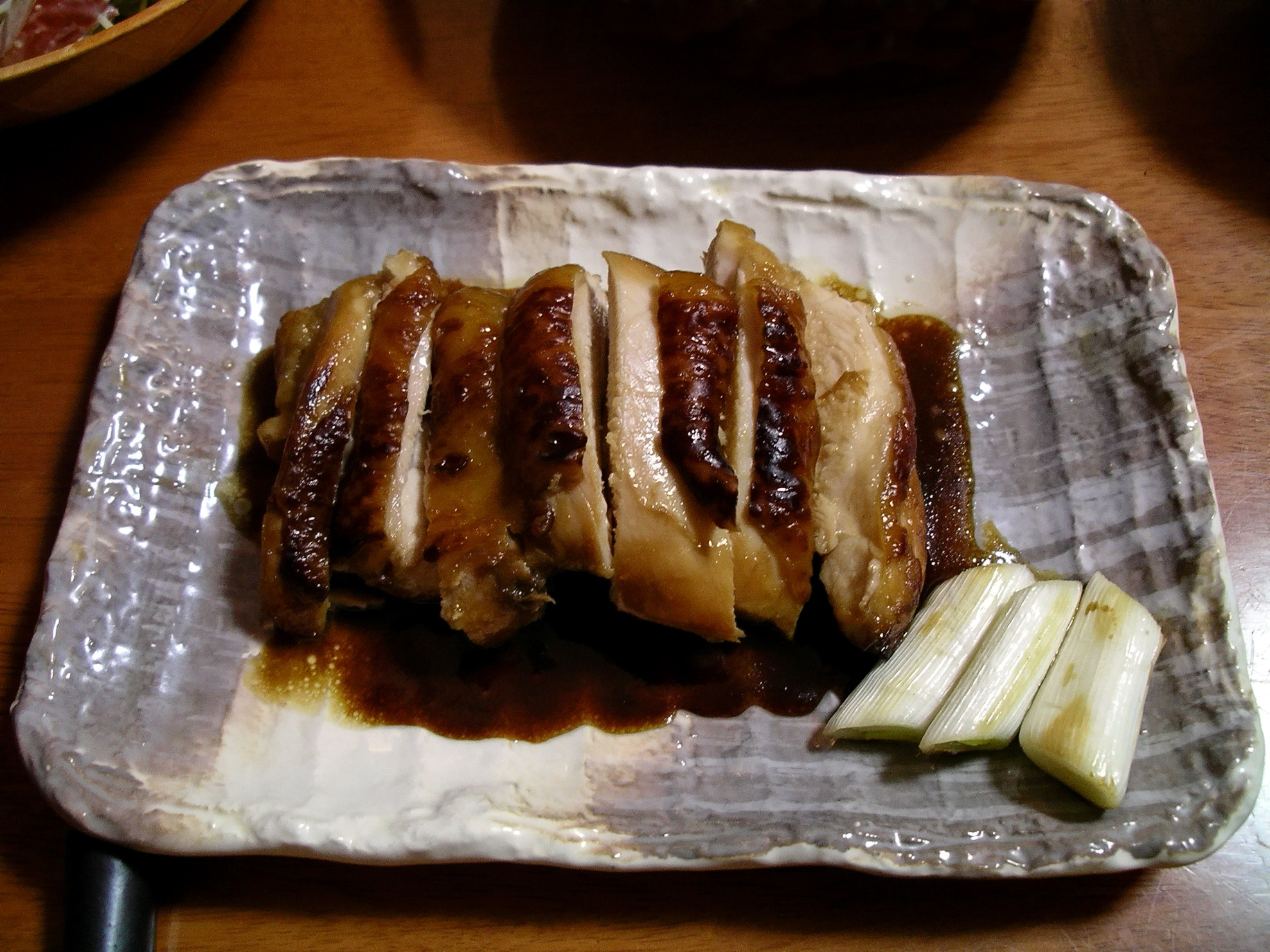
Poulet teriyaki

De nombreux plats locaux sont servis pendant le Festival comme la ploye, qui est une sorte de crêpe, faite d'un mélange d'eau et de farine de sarrasin. Il y a aussi un ragoût de poulet, un mélange de boulettes de poulet et de pommes de terre. On y sert aussi des cretons qui est un pâté à base de porc. 

## Attraits majeurs[non neutre]
L'un des événements les plus intéressants[non neutre] de la Foire Brayonne est le "Party du parking". L'idée de cette fête a été avancée par Jo-Anne Volpé, membre du comité d'organisation, mais les responsables municipaux trouvaient que ce n'était pas nécessairement la meilleure des idées. Aujourd'hui, 20 ans plus tard, le "Party du Parking" est l'un des succès les plus durables des événements de la Foire brayonne. Chaque année, des milliers de gens se réunissent le vendredi de la Foire, dans le stationnement situé en ville, où la rue est fermée à la circulation. Bien que parfois imité par d'autres festivals aux États-Unis et au Canada, il est unique au Nouveau-Brunswick. 
La Foire s'appuie sur les commandites dans le but d'offrir un faible prix d'entrée au festival dont l'un des grands attraits sont les spectacles. Voici une liste partielle des artistes qui sont apparus lors de la Foire brayonne.
- René Simard et Nathalie Simard (1983)
- Véronique Béliveau (1985)
- The Box (1986 et 1987)
- Too Many Cooks (1987)
- Glass Tiger (1989)
- Céline Dion (1991)
- Julie Masse (1992)
- Les BB (1992)
- Alannah Myles (1993)
- Roch Voisine (1994)
- France D'Amour (1994)
- Beau Dommage (1995)
- James Ledgerwood (1995)
- Kevin Parent (1995)
- Éric Lapointe (1994 et 1995)
- Moist (1997)
- Great Big Sea (1998)
- Plume Latraverse (1999)
- Claude Dubois (2000)
- Natasha St-Pier (1991 and 2003)
- Yelo Molo (2003 and 2004)
- Les Classels (2003)
- Les Respectables (2003)
- Marie-Chantal Toupin (2004)
- Les Trois Accords (2005)
- Les Cowboys Fringants (2006)
- Hugo Lapointe (2006)
- Jonas (2006)
- Mentake (2006)
- Marie-Mai (2006)
- Soldat Louis (2007)
- Swing (2007)
- Marc Dupré (2014)
- Jérôme Couture (2014)
- André-Philippe Gagnon (2014)